# Cléber (1972–2021)
Cléber Eduardo Arado (ur. 11 października 1972, zm. 2 stycznia 2021) – brazylijski piłkarz występujący na pozycji napastnika.

## Kariera piłkarska
Od 1992 do 2006 roku występował w América, Mogi Mirim, Kyoto Purple Sanga, Coritiba, Mérida, Athletico Paranaense, Portuguesa, Guarani FC, Avaí FC, Etti Jundiaí, Ceará i Rio Preto.